# Generalisering
Generalisering  er at forenkle kompleks information til simple konklusioner baseret på begrænsede praktiske observationer.
Generalisering kan også referere til påstande om en sammenhæng mellem to eller flere fænomener. Begrebet er centralt i logikken og i videnskabsfilosofien. Generalisering er en naturlig og nogle gange nødvendig kognitiv proces for at forenkle information og træffe beslutninger, eksempelvis at man skal køre forsigtigt, når det er frostvejr. Omvendt kan generaliseringer føre til forkerte konklusioner, hvis de ikke er baseret på tilstrækkeligt repræsentative eller omfattende oplysninger. 
Empirisk generalisering er en statistisk metode til kvantitativ forskning, hvor forskere bruger empiriske data til at understøtte bredere konklusioner om en population baseret på en stikprøve. Teoretisk generalisering er en abstrakt metode, der udvikler og anvender teoretiske indsigter og modeller fra specifikke studier til bredere teoretisk ræsonnement. I både daglig tale og i videnskabelige sammenhænge refereres der normalt til den empiriske variant af generalisering.
Inden for videnskaben kan generaliseringer være nødvendige. Hvis man har syv undersøgte personer ud af 100, der er smittet med ebola, er det næppe være ønskeligt at teste alle 6.000 i byen, før bekæmpelsen sættes i værk.
Generaliseringer bruges undertiden med en anklagende undertone. Eksempelvis når medierne generaliserer på baggrund af enkeltsager. Begrebet har en politisk ladning i sig, er et politisk ladet begreb, der udelukker "virkelighedens domæne", det domæne, hvor vi kan finde de kausale mekanismer, der giver anledning til empiri. Teoretisk generalisering er, i modsætning til empirisk generalisering, et ræsonnement, der sigter mod at forstå eller forklare de betingelser, der kræves for, at noget kan ske, eller for at noget kan have den betydning, det har. Teoretisk generalisering sigter ikke mod at kunne forudsige noget, mens det omvendte gælder dens empiriske modstykke.
Generaliseringer er et udpræget udtryk for primærprocestænkningen, den emotionelle og irrationelle tænkning og dermed negativ anvendelse i form af fordomme (Primærprocesser og sekundærprocesser). Generaliseringer kan imidlertid også være fornuftige. De fleste vil f.eks. være enige om, at der generelt er forskel på tyskere og italienere, og at der kan være situationer, hvor det er konstruktivt at tage dette i betragtning.